# Tempelhof-Schöneberg
Tempelhof-Schöneberg är ett stadsdelsområde (Bezirk) i Berlin med 329 970 invånare (30 juni 2011) som 2001 bildades genom fusion av de tidigare stadsområdena Bezirk Tempelhof och Bezirk Schöneberg. Stadsdelsområdets styrelse har sitt säte i Rathaus Schöneberg. Borgmästare sedan valet 2011 är Angelika Schöttler (SPD).
Följande stadsdelar tillhör Tempelhof-Schöneberg:
- Friedenau, 27 109 invånare (2011)[1]
- Lichtenrade, 49 359 invånare (2011)[1]
- Mariendorf, 49 799 invånare (2011)[1]
- Marienfelde, 30 144 invånare (2011)[1]
- Schöneberg, 117 263 invånare (2011)[1]
- Tempelhof, 56 296 invånare (2011)[1]

Partifördelning i stadsdelsområdets parlament efter valet 2016.
Stadsdelar i Tempelhof-Schöneberg.